# Kim Anh (ca sĩ)
Mạch Kim Anh (sinh ngày 4 tháng 9 năm 1953) thường được biết đến với nghệ danh Kim Anh, là một nữ ca sĩ hải ngoại người Việt gốc Hoa. Bà nổi tiếng với ca khúc nhạc Hoa lời Việt Mùa thu lá bay.

## Tiểu sử
Mạch Kim Anh lớn lên ở quận Lai Vung, thuộc tỉnh Sa Đéc. Cha Kim Anh sống ở Chợ Lớn và sau đó xuôi xuống miền Tây làm ăn. Năng khiếu ca hát bắt đầu ló dạng khi được các bạn của cha là những tay bán thuốc Sơn Đông, đã xin phép cha Kim Anh cho chị được trổ tài hát trong những buổi rao hàng ngoài. Năm 1969, Hạm đội của Hải Quân Mỹ lúc đó đề xướng một chương trình bảo trợ cho các học sinh trung học thuộc một số quận thuộc tỉnh Sa Đéc sang Mỹ học. Kết quả Kim Anh được chấp nhận, được đưa về thành phố Greenbelt của tiểu bang Maryland. Qua một số thăng trầm, năm 1977, Kim Anh quen một nữ ca sĩ người Đài Loan, rủ sang New York thử thời vận tại nhà hàng ca nhạc Kung Fu.
Năm 1978, nữ ca sĩ gặp tai nạn giao thông nặng dẫn đến việc bị đứt lưỡi, gãy nát một phần cánh tay trái và đứt gân nhiều vị trí. Cô phải tiếp nhận 87% máu từ người khác để tránh mất máu, khâu gần 600 mũi kim, riêng phần đầu là khoảng 285 mũi khâu, riêng phần chân và lưng phải phẫu thuật đục và khoan đổ bạch kim vào để cố định xương. Vì quá đau nên cô buộc phải sử dụng cocaine để giảm đau và dẫn đến bị nghiện ma túy dài lâu.
Ngày 4 tháng 11 năm 2021, bà bị đột quỵ, cấp cứu tại bệnh viện ở California.

## Trình diễn trên sân khấu

### Trung tâm Thúy Nga
MC: Paris By Night 15 & Paris By Night 18 - với Trần Quốc Bảo
| STT | Tiết mục                       | Thể hiện với | Chương trình      | Năm  |
| --- | ------------------------------ | ------------ | ----------------- | ---- |
| 1   | Tâm Hồn Cô Đơn (Anh Bằng)      | solo         | Paris By Night 8  | 1989 |
| 2   | Mùa Thu Yêu Đương (Lam Phương) | solo         | Paris By Night 9  | 1989 |
| 3   | Anh Ở Đâu (LV : Tùng Giang)    | solo         | Paris By Night 14 | 1991 |
| 4   | Tình Ca Mùa Hạ (Lê Đức Long)   | solo         | Paris By Night 15 | 1991 |

### Trung tâm Asia
| STT | Tiết mục                                                        | Thể hiện với | Chương trình | Năm  |
| --- | --------------------------------------------------------------- | ------------ | ------------ | ---- |
| 1   | Mưa Lệ (Lam Phương)                                             | solo         | ASIA 8       | 1995 |
| 2   | Mùa Thu Lá Bay (LV : Nam Lộc)                                   | solo         | ASIA 9       | 1995 |
| 3   | Nắng Chiều (Lê Trọng Nguyễn)                                    | Doanh Doanh  | ASIA 48      | 2005 |
| 4   | LK Người Tình Mùa Đông, Hãy Sống Cho Tuổi Trẻ (LV: Anh Bằng)    | Thiên Kim    | ASIA 49      | 2005 |
| 5   | LK Không Bao Giờ Ngăn Cách, Mùa Đông Của Anh (Trần Thiện Thanh) | Tuấn Vũ      | ASIA 50      | 2006 |
| 6   | Buồn (Y Vân)                                                    | solo         | ASIA 51      | 2006 |
| 7   | Nếu Vắng Anh (Anh Bằng)                                         | solo         | ASIA 52      | 2006 |
| 8   | Mùa Thu Lá Bay (LV:Nam Lộc)                                     | Doanh Doanh  | ASIA 53      | 2007 |